# 斑馬鷹䱵
斑馬鷹䱵（学名：Goniistius zebra），又名斑紋唇指䱵、斑馬唇指䱵、咬破布、三康、金花、萬年瘦，为婢䱵科鷹䱵屬下的一个种，過去曾歸類於唇指䱵科唇指䱵屬。其种加词“zebra”意为“有斑马状纹样的”，分布於西北太平洋臺灣及日本海域，深度5-30公尺，本魚體呈長橢圓形，側扁，口小，吻呈紅色，眼後背部隆起，體被圓鱗，體色呈淡灰色，體側有9條黑色斜橫帶，前3條在頭部，最後一條則自尾鰭基部到尾鰭下葉，後面3條有時不易區別，其餘未達腹側，魚體及魚鰭均無白斑無，尾鰭分叉，下葉梢長，背鰭硬棘13枚、背鰭軟條33枚、臀鰭硬棘3枚，臀鰭軟條8枚，體長可達22.1公分，棲息在岩礁區，屬雜食性，以胸鰭鰭條來搜尋食物，為美味的食用魚，另也可做為觀賞魚。